# 梅迪納 (明尼蘇達州)
梅迪納（英語：Medina）是一個位於美國明尼蘇達州亨內平縣的城市。

## 人口
根據2020年美國人口普查的數據，梅迪納的面積為70.26平方千米，當中陸地面積為66.18平方千米，而水域面積為4.08平方千米。當地共有人口6837人，而人口密度為每平方千米97人。